# Saint-Nazaire híd
A Saint-Nazaire híd (franciául: Pont de Saint-Nazaire) egy franciaországi közúti híd. A Loire utolsó hídjaként köti össze a folyam két partját Saint-Nazaire és Saint-Brevin-les-Pins között. A híd egyike az ún. ferdekábeles megoldású magashidaknak, amelyek alatt magas felépítményű tengerjáró hajók is képesek áthaladni. 

## Története
Saint-Nazaire Franciaország egyik legjelentősebb kikötővárosa, de fontos kikötői létesítmények sorakoznak a folyam felsőbb szakaszán fekvő Donges és Nantes város rakpartjain is. A Loire Nantes alatti szakaszán az 1960-as évekig egyetlen híd sem épült, mivel azok akadályozták volna a nagy magasságú tengerjáró hajók forgalmát. A két part közötti kapcsolatot kompokkal igyekeztek bonyolítani, ám az ipari fejlődés második világháború utáni üteme miatt a forgalom hamarosan meghaladta a kompok kapacitását. Fontos volt az is, hogy a Loire torkolatától délre fekvő elszigetelt vidéket bekapcsolják az országos közúthálózatába, illetve létrehozzanak egy tengerparttal párhuzamosan haladó országos főúthálózat elemét.
A híd építéséről az 1960-as évek végén hozott határozatot a francia kormány. Az építkezés helyszíneként a Saint-Nazaire-től keletre fekvő, iparterületek közé ékelődő partvidéket szemelték ki. A munkálatok 1969-ben kezdődtek, az út átadására 1975-ben került sor. A híd a megnyitása utáni első két évtizedben a francia nyugati tengerpart talán legfontosabb átkelőhelye volt. A három forgalmi sáv azonban hamar telítődött, ezért szükség volt egy keletebbi híd felépítésére is. A Cheviré híd átadása után a Saint-Nazaire híd vesztett a jelentőségéből, napjainkra már csak a helyi jelentőségű főúthálózat része. A tengerparttal párhuzamosan futó forgalom ma már inkább az országos autópálya-hálózathoz kapcsolódó Cheviré hidat választja. Az átkelőhely használata ingyenes.

## Műszaki leírás
A létesítmény 3356 méter hosszú. A főhíd egy vasbeton pilléreken nyugvó acélhíd, teljes hossza 720 méter, ebből a két pilon közötti rész 404 méternyit tesz ki. A hídpálya az apályidei vízszint fölött 61 méter magasan ível át, így a legnagyobb tengerjáró hajók is átférnek alatta. Az úttest maga 67 méter magasságban helyezkedik el. A két piros-fehérre festett „Λ” alakú pilon anyaga acél, tetejük 131 méter magasan tornyosul az apályidei vízszint fölé. Az útpályát 18 darab, 72 és 105 milliméter közötti átmérőjű acélkábel rögzíti a pilonokhoz. A főhídhoz északról és délről is egy-egy összesen 52 nyílásból álló rámpaszerűen emelkedő híd csatlakozik, amelyek átlagosan 50,7 méteres távolságot hidalnak át. A kábeleket 1998-ban, 2002-ben és 2004-ben is cserélni kellett. A hídon három sáv fut. A felfelé vezető oldalon a teherautók egy kaptatósávon haladhatnak, a lefelé haladó oldalon ez a  kaptatósáv megszűnik.